# Christian Ryltenius
Christian Ryltenius (* 11. September 1964) ist ein schwedischer Filmregisseur und Animator.
Er wurde bekannt vor allem mit Verfilmungen der Geschichten des Braunbären Bamse (in Deutschland auch als „Tino Tatz“ geläufig), der von Rune Andréasson erschaffen wurde.
Für Bamse – Der liebste und stärkste Bär der Welt war er gemeinsam mit Jon Nohrstedt 2014 bei der Verleihung des Guldbagge für den Publikumspreis (Biopublikens pris) nominiert. 2020 wurde er für seine besonderen Leistungen mit dem Gullspira ausgezeichnet.

## Filmografie
- 2004: Nasse hittar en stol (Episode einer Fernsehserie)
- 2011: Melker (Kurzfilm)
- 2014: Bamse – Der liebste und stärkste Bär der Welt
- 2016: Bamse och häxans dotter
- 2018: Bamse och dunderklockan
- 2020: Pelle Svanslös